# کوپلو

کوپلو شهری در شهرستان اوری در استان باله در بورکینافاسوی جنوبی است و جمعیت آن ۶۵۳ نفر است.